# IC 4391
IC 4391 — компактная вытянутая галактика типа Sb в созвездии Центавр.
Этот объект входит в число перечисленных в оригинальной редакции «Нового общего каталога».